# Pierre Paradis
Pour les articles homonymes, voir Paradis (homonymie).
Pierre Paradis, né le 16 juillet 1950 à Bedford, est un homme politique québécois. Député de Brome-Missisquoi à l'Assemblée nationale du Québec de 1980 à 2018, il est ministre au sein des gouvernements Bourassa (2) et Couillard.

## Biographie

### Jeunesse et études
C'est le frère du député fédéral libéral Denis Paradis.
Il a reçu sa licence en droit à l'Université d'Ottawa en 1973, et après des études en droit des affaires, il est admis au barreau du Québec en 1975.

### Député
Paradis est d'abord élu député dans Brome-Missisquoi dans une élection partielle le 17 novembre 1980. Il est réélu sans interruption lors des dix élections générales suivantes. En date de 2024, il est le député ayant eu le deuxième plus long mandat à l'Assemblée nationale depuis 1867, derrière François Gendron, soit 37 ans et 10 mois.
Lors de son premier mandat, il siège dans l'opposition lors du deuxième gouvernement de René Lévesque, étant le porte-parole en matière d'affaires sociales.

### Ministre
Sous Robert Bourassa, il est notamment le ministre du Travail et des Affaires municipales à la fin des années 1980, puis au début des années 1990, il est le ministre québécois de l'Environnement ainsi que leader du gouvernement.
Lorsque Jacques Parizeau, Lucien Bouchard et Bernard Landry sont au pouvoir, il représente le Parti libéral du Québec en matière d'agriculture et de réforme électorale, conservant son poste de leader de l'opposition et siégeant à l'Assemblée parlementaire de la Francophonie.
Paradis a eu un différend politique avec Jean Charest après l'élection le 14 avril 2003 et il a dû quitter la plupart de ses fonctions politiques. Il aurait été exclu du Conseil des ministres en raison de son différend avec Daniel Johnson.
En juin 2006, il a voté contre le projet de loi 23 de son gouvernement qui privatise une partie du Parc national du Mont-Orford.
Le 18 mai 2012, M. Paradis quitte l'Assemblée nationale avant le vote sur le projet de loi 78
En 2014, il devient ministre de l'Agriculture, des Pêcheries et de l'Alimentation dans le gouvernement Philippe Couillard.

### Enquête sur inconduite sexuelle
Paradis est exclu du caucus du parti et du Conseil des ministres le 26 janvier 2017 lorsqu'il fut révélé qu'il était l'objet d'une enquête policière pour inconduite sexuelle envers une employée de son cabinet.
Selon les informations colligées par La Presse et publiées le 26 avril 2017, la Sûreté du Québec (SQ) n'était pas en mesure de transmettre au Directeur des poursuites criminelles et pénales (DPCP) des preuves pouvant étayer une plainte d'agression ni même de harcèlement à l'endroit de son ancienne chef de cabinet Valérie Roy. Le 19 juin 2017, au terme de son enquête, le bureau du Directeur des poursuites criminelles et pénales confirmait par voie de communiqué qu'il n'y avait pas matière à porter d'accusation.

### Victime d'une commotion cérébrale
M. Paradis est au repos forcé à la suite d’une chute survenue le 25 janvier 2017, alors qu’il pratiquait l’équitation. Le cabinet du premier ministre Philippe Couillard, a annoncé que le ministre des Transports, Laurent Lessard, prendra temporairement la relève .

## Distinctions
- Commandeur d'office de l'Ordre national du mérite agricole (2014)